# Folkungagatan, Göteborg
Folkungagatan är en gata i området Stampen i Göteborg. Gatan sträcker sig mellan Odinsplatsen och korsar Stampgatan i andra ändan. Gatan är uppkallad 1895 till minne av Bjälboätten. Möjligtvis har det skett efter Folkungagatan, Stockholm som förebild.